# Абрамова Тетяна Альбертівна
Тетяна Альбертівна Абрамова (нар.. 5 лютого 1975, Тюмень, РРФСР, СРСР) — російська актриса театру і кіно, співачка, телеведуча.

## Біографія
Народитися 5 лютого 1975 року у місті Тюмень, відразу після народження переїхала до Нижньовартовська. Мама Тетяни була вчителем хімії та біології, а тато працював у нафтовій галузі. У є сестра Олена, яка старша від неї на 4 роки. Через кілька років сім'я Абрамових повернулася до Тюмені, де закінчила дитячу музичну школу.
Після школи поїхала вступати до Москви, але несподівано заїхала до Санкт-Петербургу, де і залишилася. У 1992 році вона дебютувала як актриса в Санкт-Петербурзькому театрі «Субота», де грала аж до 1996 року. Тут її і знайшов асистент по акторам фільму «Полювання», за головну роль в якому Абрамова удостоїлася премії за найкращий кінодебют на кінофестивалях в Канаді (1994) та Ризі (1995).
Як співачка дебютувала в 1992 році, взявши участь в естрадному конкурсі «Ранкова зірка», а в 1994 році вийшов дебютний сольний альбом «лист». У тому ж році вона взяла участь у конкурсі «Ялта-Москва-транзит», де отримала другу премію, приз глядацьких симпатій радіостанції «Європа Плюс» і особисту премію Алли Пугачової, також виступила на фестивалі "Слов'янський базар і конкурсі молодих виконавців «Під дахами Санкт-Петербурга». Була ведучою ряду телепрограм ("Музичний іспит «та Шарман-шоу», РТР).
У 1996 році закінчила Санкт-Петербурзький гуманітарний університет профспілок за спеціальністю «актор і режисер драматичного театру».

## Особисте життя
Була одружена з фотографом і оператором Сергієм Кулішенком, двоє дітей — Іван (нар. 1 червня 2004) і Олександр (нар. 2008). У травні 2014 року вийшла заміж за актора Юрія Бєляєва, з яким познайомилася в 2013 році на кінофестивалі «Кіношок» в Анапі.

## Творчість

### Театр
- «Не будіть сплячого собаку» (за п'єсою Дж. Б. Прістлі «Небезпечний поворот») — Олуен Піїл (реж. — О. Шведова)

### Фільмографія

#### Ролі у фільмах
- 1994 — Полювання (перша роль у кіно)
- 2006 — Класні ігри — Жанна (телефільм)
- 2007 — Улюблений за наймом — Ніна (телефільм)
- 2007 — Моя мама — Снігуронька (Україна, Росія) — Карина
- 2008 — Рівняння з усіма відомими — Ольга
- 2011 — Поцілунок крізь стіну — Роза Георгинівна, секретарка Віктора Павловича Пілсудського

#### Ролі в телесеріалах
- 2000 — Ростов-папа — Сюзанна (серії «Синок», «Вавилон»)
- 2001 — Марш Турецького 2 — наркоманка (сезон 2, серія «Ціна життя — смерть»)
- 2002 — Дві долі (епізод)
- 2002 — Життя триває — Людмила
- 2002 — Королева краси, або дуже важке дитинство (епізод)
- 2002 — Пригоди мага — Люба, секретарка мага Катерини
- 2002 — Таємниця Лебединого озера — Тетяна Степанівна
- 2003 — Завжди говори «завжди» — Надя Кудряшова
- 2003 — Кавалери морської зірки — Світлана Бичуцька
- 2003 — Козеня в молоці — Надюха
- 2003 — П'ятий ангел — Марина
- 2003 — Танцюрист — «Дюймовочка»
- 2004 — Завжди говори «завжди»-2 — Надія Кудряшова
- 2004 — Іванов і Рабинович — Клавка Іванова
- 2005 — Лебединий рай — Емма
- 2005 — Своя людина — Варя
- 2006 — У ритмі танго — Ирина
- 2006 — Завжди говори «завжди»-3 — Надія Грозовська
- 2006 — Дружина Сталіна — Анна Аллілуєва
- 2006 — Іван Подушкін. Джентльмен розшуку — Люсі
- 2006 — Російський переклад — секретарка Марина Рижова
- 2007 — Завжди говори «завжди»-4 — Надія Грозовська
- 2007 — Вся така раптова — Ева Красовська, подруга і коллега Саши
- 2006 — Іван Подушкін. Джентльмен розшуку-2 — Люсі
- 2007 — Особисте життя доктора Селіванової — Любовь Василівна Ковальсон (серія «Все і потроху»)
- 2007 — Терміново в номер — Нонна
- 2007 — Вбити змія — Галина
- 2009 — Завжди говори «завжди»-5 — Надія Грозовська
- 2010 — Завжди говори «завжди»-6 — Надія Грозовська
- 2010 — Гаражі — Кіра (серія «Несчастливий номер»)
- 2010 — Последний секрет Мастера — Варвара Караваєва
- 2011 — Завжди говори «завжди»-7 — Надія Грозовська
- 2012 — Завжди говори «завжди»-8 — Надія Грозовська
- 2012 — Завжди говори «завжди»-9 — Надія Грозовська
- 2013 — Умілець — Олена Клюєва
- 2014 — Алхімік. Еліксир Фауста — Валентина
- 2017 — Феєринки — Бусинка і Буковка

## Примітка
1. ↑  Person Profile // Internet Movie Database — 1990.
2. ↑  ČSFD — 2001.
3. 1 2 3 4 5  Мартынов, 2012.
4. ↑  Абрамова Татьяна в Instagram: «В День защиты детей 16 лет назад родился сын Иван! Люблю тебя! Пусть в твоей жизни будет много интересного! Путь к поставленной цели всегда…». Instagram (рос.). Процитовано 22 жовтня 2020.
5. ↑  Занимонец, Алла. (6 вересня 2016). Татьяна Абрамова и Юрий Беляев: «Мы встретились на Киношоке». Tele.ru. Архів оригіналу за 26 травня 2021. Процитовано 10 вересня 2016.